# Joel Fahie
Joel Fahie (30 luglio 1988) è un calciatore anglo-verginiano, di ruolo centrocampista.

## Carriera

### Club
Ha iniziato la carriera nel 2011 nel Ballstars.

### Nazionale
Ha esordito in Nazionale nel 2010.